# École franco-allemande de formation des équipages Tigre
Pour les articles homonymes, voir EFA.

Insigne de l'École franco-allemande de formation des équipages Tigre

L’École franco-allemande de formation des équipages Tigre (EFA Tigre) a ouvert ses portes le 1er juillet 2003 au Cannet-des-Maures, dans le Var.
La pose de la première pierre a eu lieu le 17 décembre 2001. Dès aujourd'hui, militaires français de l'Aviation légère de l'armée de terre, allemands, et espagnols depuis 2006 préparent activement les programmes de formation des futurs pilotes de l’hélicoptère de combat eurocopter Tigre.
Le commandement de cette école binationale se fait par alternance tous les trois ans par le chef de corps français ou allemand ; elle a été commandée :
1. du 1er juillet 2003 au 22 juin 2006 par le colonel français Alain Salendre ;
2. depuis le 22 juin 2006 au par le colonel allemand Bussiek.